# 林建名
林建名（1937年8月30日—2021年1月8日），人稱「林大少」，廣東潮陽人，香港商人，香港豪門林百欣家族後人，林百欣與元配賴元芳長子。曾擔任大名娛樂有限公司東主，香港超級聯賽東方體育會會長，广州市天河区政协委员。

## 生平
林建名先後就讀於拔萃男書院、英國倫敦市學院商科及倫敦貿易學院紡織系，於1955年畢業返回香港，協助父親林百欣打理家族製衣業務，惟其後同父異母之弟林建岳返回香港協助父親，林建名被投閒置散。
1981年，林建名獲頒英女皇榮譽獎章。1993年12月，他出任麗新集團董事，其後出任董事會副主席。
提到林建名最轟動的事件，莫過於1994年，他於台北遭綁匪潛入別墅，被迷暈後遭拍下裸照，有指還被綁匪拍下疑雞姦的錄影帶。事後，林建名被勒索100萬美元（約780萬港元）。他返港後，收到有關照片，
於是先下手為強，自動將相片提供予傳媒刊登，事後6名匪徒被繩之於法。
2001年5月，林建名被廉政公署起訴，指控他作為旺角區文娛康樂體育會有限公司董事會主席，涉嫌與成元興等體育界人士串謀將林百欣中心裝修費誇大，以騙取香港賽馬會20萬港元的資助費用。
2007年5月10日，69歲的林建名爆出跟年輕47年的姚韵譜父女戀。
2014年4月21日，76歲的林建名爆出跟年輕45年的苟芸慧譜父女戀。
2014年7月18日，76歲的林建名爆出跟年輕51年的何傲兒譜爺孫戀。
2016年6月10日，78歲的林建名爆出跟年輕54年的台妹施小姐譜爺孫戀。
2018年8月15日，81歲的林建名爆出跟年輕60年的女友譜爺孫戀。
2021年1月8日，因淋巴癌於跑馬地養和醫院逝世，享壽83歲。死訊由其四名子女公布。

## 軼事
林建名曾經在香港傳媒自行揭秘其風流艷史，亦同多名女藝人傳過緋聞，成為城中熱門話題。

## 個人榮譽
曾任葵青區議會官委議員，仁濟醫院第9屆董事局主席及永遠顧問，仁濟醫院林百欣中學校監，
香港足球總會副會長及青訓小組主席，港九潮州公會理事長，海天體育會會長，東方體育會會長，香港華人足球聯會有限公司會長，香港國術總會會長，荃灣工業聯會有限公司創會主席。
麗新國際製衣有限公司常務董事，麗新發展有限公司董事，成福織造廠有限公司常務董事，民興紡織股份有限公司常務董事，美國來利時裝公司董事，龍運投資有限公司董事長，新奇時裝有限公司董事，聯運貨運有限公司董事，大隆織染廠有限公司董事，滿利投資有限公司董事，區域市政局議員。1975年出任保良局總理。1981年獲英女皇伊利沙白二世頒授榮譽獎章。
2011年5月29日，“中華名人錄”於北京國務院新聞辦新聞發布廳成功舉辦首屆”卓越華人“頒授典禮，林建名博士榮獲2011年“卓越華人獎”。

## 名下馬匹
林建名、林煒珊父女為香港賽馬會會員、馬主，名下馬匹多以「大少」命名，包括退役馬皇家至寶、恩威、開心大少、嘻哈大少、瀟洒大少、威威大少、精靈大少及現役馬匹娛樂大少、鱷臨天下。
最高成就一駒是「開心大少」，曾贏出打吡預賽。

## 參看
- 林百欣家族
- 鱷魚恤
- 東方足球隊
- 南華足球隊
- 大名娛樂